# 全民高爾夫5
《全民高爾夫5》是一款Clap Hanz與SCEI共同开发的PlayStation 3平台高尔夫电子游戏，由索尼电脑娱乐发行。它是全民高爾夫系列的其中一款，于2007年7月26日在日本发行。

## 游戏玩法

新的击球系统。

不同于以往完全用畫面底部的计量器来估算击球的强度和斜击程度的算法，系列作的「原有揮桿」引入了「三击」击球系统的修改版本。《全民高爾夫5》除了「原有揮桿」，這次還新增了不使用計量表、讓玩家操作的「正統揮桿」，玩家高尔夫挥击時遊戲的鏡頭會伴隨著各種眩目的視覺和聲音效果。
遊戲包含了15個角色、7個球童，其中知名高爾夫球選手丸山茂树作為可用角色登場於遊戲中，玩家可以在6個不同地貌的高爾夫球場進行比賽，地點涵蓋了非洲的疏林草原及沖繩的度假島嶼。
游戏包括经典的故事模式以及挑战模式。在挑战模式中，玩家可以参加各种锦标赛，与其他由电脑控制的选手相对抗，以便提升等级并解锁各种项目。遊戲支援多人模式，在離線模式下最多支援4人同時遊玩，除了離線遊玩，也能透過網路和其他網友一起比賽。在進入比賽前，玩家們能在大廳（Lobby）互相交流。
游戏的画面表現與前作相比大幅提高，几乎每个视觉对象都变得更加详细、生动。

### 附加下载内容
2008年5月15日，两个附加角色雪乃和葛羅莉亞被公布。6月19日公布新賽道大洋洲度假球場（Oceania Resort Course），《全民高爾夫5》還和其他遊戲合作，玩家可以透過可下載內容操控《戰神》系列中的角色克雷多斯和《小小大星球》中的Sackboy。

## 發行
在正式發售前，遊戲於2007年3月17日在日本的PlayStation Network推出试玩版供玩家下载，而下載截止日期從原本的5月7日延後到6月30日。
《全民高爾夫5》於2007年7月26日在日本發售，这一天与该系列在PlayStation平台上发行的10周年纪念日十分接近。该游戏在日本与PlayStation 3捆绑销售。遊戲依次于2008年3月18日和3月27日在北美和澳洲发行。多人連線的服務器在2013年10月31日關閉。

## 評價
《全民高爾夫5》普遍獲得正面的評價。在Metacritic上，遊戲基於66項評論獲得了81/100分。遊戲在日本首週售出超過15萬份。
《Fami通》的編輯們表示遊戲明顯與前作相比，新的賽況轉播運鏡給玩家更多的享受，且一旦習慣就回不去之前的鏡頭模式。《连线》的編輯厄尼斯特·卡沃利（Earnest Cavalli）較為喜歡先前的設計，並認為遊戲可以切換鏡頭風格很好的滿足玩家需求。
1UP.com認為如果索尼电脑娱乐夠聰明，拓展遊戲的關卡編輯器可以增加遊戲的評價。GameSpot艾倫·托馬斯（Aaron Thomas）表示遊戲的揮桿和連線表現良好但球場數量不足，且系列一直以來都沒有甚麼變化，是時候打個強心針。
GameTrailers給予遊戲7.6/10分，認為遊戲的表現令人失望，除非你想要連線遊玩或享受更好的畫面，其他都可以在PlayStation Portable上面體驗到。Giant Bomb的萊恩·戴維斯（Ryan Davis）對遊戲的評語為「有更糟糕的方式來度過慵懶的週日早晨。」。

## 備注
1. ↑  亞洲版稱呼雪乃（Yukino），歐美稱呼艾力克斯（Alex）。